# 原始返本
原始返本（げんしへんぽん）は甑山道（じゅんさんどう、英: Jeung San Do, 朝: 증산도）の教義のひとつで、根元のところに帰するという意味で、秋の統一の精神を表す。原始返本は報恩を通して成立し、実践面では解冤と相生を通して成就する。

## 原理

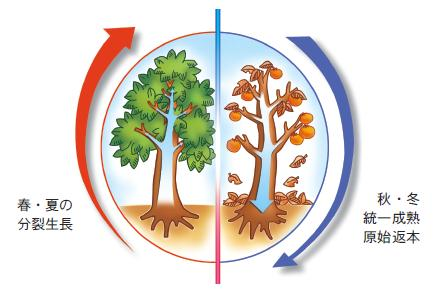
水気が生命の根源である根に帰る

人間と天地の生命が原始返本する基本原理は、一本の樹からも奥深い摂理を類推することができる。
新芽が萌え出る春になると、根の水気は木の幹に乗じて枝々に若々しい葉っぱを出し、花を咲かせ、実を結ばせる。
やがて秋になると、水気は生命の故郷である根に戻り、落葉は地に落ちて根の肥になる。
秋には、水気は春夏(先天)の分裂運動を終え、元の根源に戻って新しい気運を蓄積する。
これがまさに自然界の原始返本(統一運動)であり、開闢の原理である。
このように原始返本というのは、生命が生長過程を終えて、結実のために「生命の根元に戻って統一精神を切り開いていく」ことをいい、根本に戻って万物生命を結実に導く、秋開闢の原理である。即ち、自然と歴史の成熟原理であり、救援の精神である。

## 引用
- 今は、全天下が秋運(秋の運勢)の始まりに入っているのである［道典3:11:5］
- 今は原始返本する時代である。［道典2:41:1̃2］